# Веттен (Кевелар)

Положение Веттена на карте Кевелара

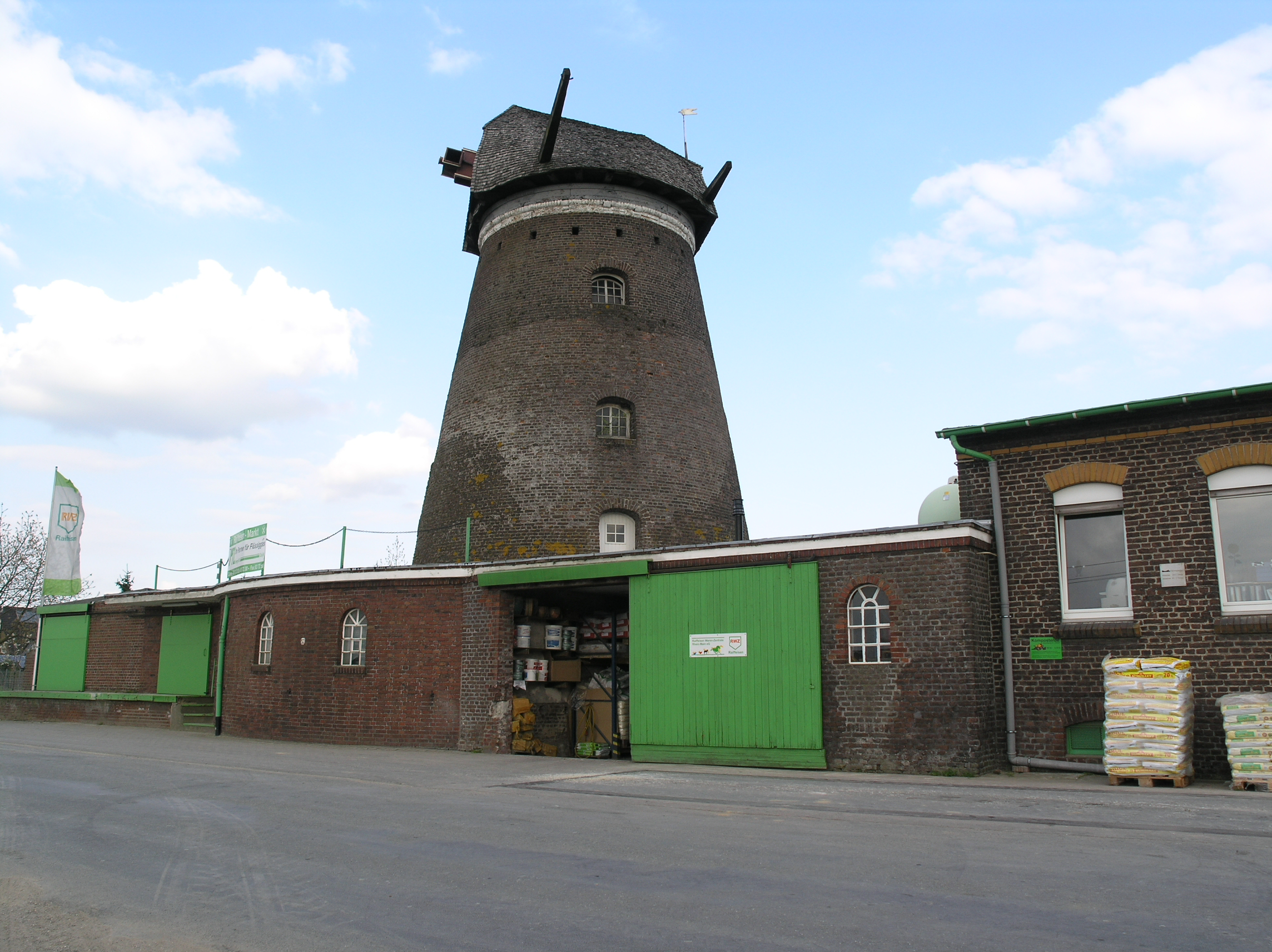
Здание старой мельницы Веттена

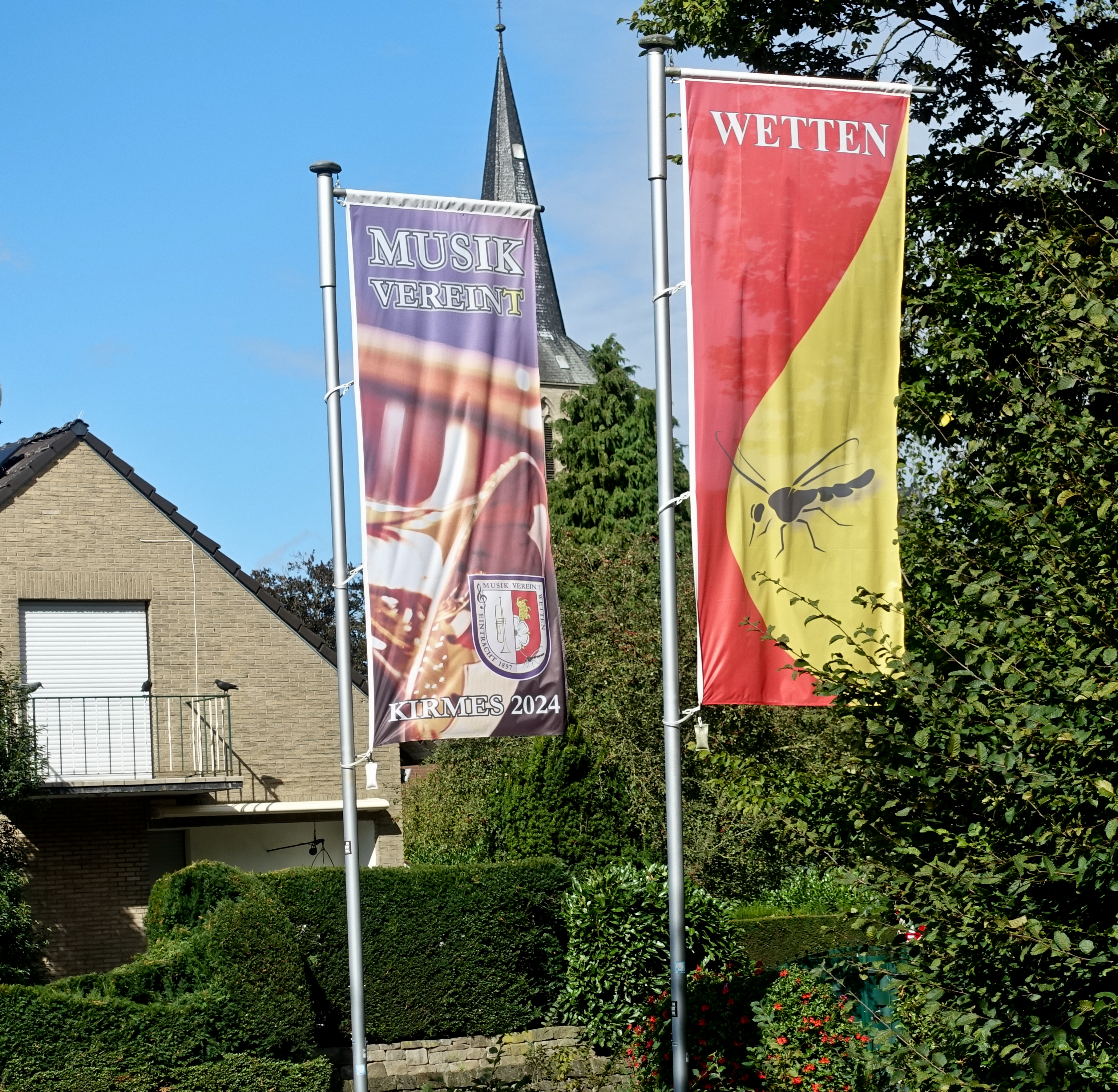
Веттен приветствует гостей своими комарами

Веттен (нем. Wetten) — отдельный населённый пункт (деревня) в составе общины Кевелар (район Клеве, земля Северный Рейн-Вестфалия, Германия).

## География

### Положение
Веттен расположен к юго-востоку от города Кевелар. Река Нирс (Niers) протекает через северо-восточную часть деревни. Восточной границей является водоток Иссумер-Флёт (Issumer Fleuth). На нём находится бывшая помещичья усадьба Хаус Ванкум (Haus Wankum).

## История
Существуют различные гипотезы о происхождении топонима Веттен. Наиболее вероятным объяснением (письменных свидетельств этому нет) является то, что название относится к мокрому месту у воды.
Происхождение поселения до сих пор остаётся неизвестным. Несмотря на то, что было обнаружено несколько археологических находок, считается, что весь регион в дохристианские времена был малонаселен. Даже для римского периода, несмотря на близость к римской дороге, ведущей на восток от Ксантена в Тонгерен, не удалось доказать наличие какого-либо поселения. Только после франкского завоевания на левом берегу Нижнего Рейна постепенно стали возникать отдельные крестьянские поселения, которые с конца IX века были защищены от нормандских вторжений небольшими оборонительными укреплениями, так называемыми моттами. В Веттене, в парке бывшего доминиканского монастыря Мария-Виктория, ныне Всемирного дома Веттена, в нескольких сотнях метров к востоку от центра населённого пункта, все еще видны остатки мотта, руины бывшего дома-крепости Альт-Веллар. Возможно, это ядро первого поселения, из которой впоследствии выросла современная деревня.
Деревня Веттен впервые упоминается в документе 1154 года; Это подтверждение более раннего договора между покойным каноником Людольфом из аббатства Святого Виктора в Ксантене и аббатством Каппенберг. Среди свидетелей, названных по имени, есть некий Гериберт, который идентифицирован как священник Веттена (presbiter de Wettene).
В 1792 году Веттен на короткое время был оккупирован Францией, а после Базельского мирного договора 1795 года, снова вошёл под управлением Франции и вместе с соседними общинами образовал кантон Гельдерн в районе Клев департамента Рур. В 1798 году вместе с крестьянскими общинами Кевелар, Кляйнкевелар и Твистеден образовали мэрию (фр. Mairie) Кевелар. Эта принадлежность сохранялась даже после французской оккупации вплоть до территориальной реформы 1969 года. 1 июля 1969 года деревня была включена в состав города Кевелар. В 2004 году деревня с большим размахом отметила свое 850-летие, в ознаменование первое документальное упоминание о ней.

## Население и его динамика
- 1500: 1500
- 1910: 1768[12]
- 1931: 1764[13]
- 1961: 2002[14]
- 2017: 2561
- 2023: 2585[1]

## Политика
По состоянию на 2021 год представителем населённого пункта в руководстве общиной Кевелар является член ХДС Гвидо Кюпперс (Guido Küppers)

### Герб

#### Описание
На красном фоне — шестилепестковый серебристый (белый) цветок несколько изменённой мушмулы (так называемая роза Гельдерна) с золотистым (жёлтым) хохолком и золотистыми (жёлтыми) чашелистиками. Справа и слева от самого верхнего края цветка — золотистый (жёлтый) львиный коготь, направленный наружу.

#### История
Изображение герба Веттена уходит в Средние века, когда поселение принадлежало графству Гелдерн. Печать 1390 года с таким изображением находится в Государственном архиве Дюссельдорфа. Жители Веттена гордятся этой 600-летней историей, и для них этот символ являются знаком «несокрушимой силы наших предков, которые создали этот герб задолго до того, как появилась наша нынешняя церковь». Так говорится в письме социальных клубов Веттена местному совету в 1952 году. Копия этого герба является атрибутом «цепочки фестиваля», который проводится ежегодно в поселении.

## Деревенская жизнь
Деревенская жизнь Веттена во многом формируется многочисленными клубами. Ежегодная ярмарка организуется одним из «социальных клубов»; в 2019 году это было «Братство Святого Франциска». Помимо ярмарки, в ежегодном календаре Веттена присутствуют фестивали стрельбы, карнавалы и праздничные вечера.

## Инфраструктура
Веттен удобно расположен недалеко от трассы A57 (Неймеген-Кёльн), а в Кевеларе есть железнодорожная станция Немецкой железной дороги. Компания «Веттенер Бюргербусферайн» (Wettener Bürgerbusverein) предлагает недорогую линию, соединяющую деревню с центральными точками города Кевелар (например, железнодорожной станцией или торговыми центрами), а также с другими деревнями Кевелара.
В деревне находятся католический детский сад и католическая начальная школа, а также эстрада для оркестра, две спортивные площадки, теннисные корты, площадка для игры в петанк, стрельбище, манежи открытый и крытый для верховой езды, тренажерный зал. Всё это позволяют жителям деревни пользоваться широким спектром возможностей для отдыха и занятий спортом. Зал Кноаза, официально открытый в ноябре 2005 года, может использоваться для проведения публичных и других мероприятий.
Жители Веттена могут купить все необходимое в деревенской пекарне. Также здесь есть кухонная студия, обувной магазин, кооперативный рынок сельскохозяйственных и садовых принадлежностей, парикмахерская и различные другие ремесленные предприятия. Все повседневные товары можно купить в соседнем Кевеларе. Kетом 2020 года центр Веттена был подключен к оптоволоконной сети. Некоторые домохозяйства на окраинах также постепенно получают соответствующие подключения.

## Достопримечательности
- Католическая церковь Св. Петра (Katholische St.-Petrus-Kirche)
- Дом Гесселен (Haus Gesselen)
- Дом Ванкум (Haus Wankum)
- Школа Германа Алдерса (Hermann-Alders-Schule)
- Мельница Хёнселаера (Hoenselaerer Mühle)
- Пекарня усадьбы Вошаэль (Backhaus beim Hof Voshael)
- Бывший дом священника «де Вим» (Ehemaliges Pastorat de Weem)

## Интересные факты
- Из-за туч обитающих здесь комаров (в Германии!) местное население получило прозвище «Веттезе Кноазе» (Wettese Knoase) (на нижнефранкском означает «мокрые комары»).
- Доктор Михаэль Кнегтен (1829–1859 гг.), родившийся в Веттене, бывший учителем математики и наставником-педагогом Франца фон Тун-Хоэнштайна, получил привилегию быть похороненным в 1859 году на площади Санто Тевтонико в тени собора Святого Петра.[19]